# Shanghai Surprise
Shanghai Surprise és una pel·lícula d'aventures anglesa realitzat per Jim Goddard, estrenada el 1986. Adaptació de la novel·la homònima de Tony Kenrick, la pel·lícula va ser produïda per l'ex-Beatle George Harrison i es protagonitzada per Sean Penn i Madonna, llavors joves casats. Ha estat doblada al català.

## Argument
Gloria Tatlock i el Senyor Burns, dos missioners a Xangai, investiguen un home que els podria conduir a les llegendàries flors de Faraday, adormidores que desitjarien utilitzar per apaivagar els patiments dels ferits de guerra; Glendon Wasey, per la seva banda, només desitja una cosa, entrar a casa seva amb les seves corbates fosforescents. Quan es creuen al port, la seva vides canvien sobtadament en una carrera persecució.

## Repartiment
- Sean Penn: Glendon Wasey
- Madonna: Gloria Tatlock
- Paul Freeman: Walter Faraday
- Richard Griffiths: Willie Tuttle
- Philip Sayer: Justin Kronk
- Clyde Kusatsu: Joe Go
- Kay Tong Lim: Mei Gan
- Sonserai Lee: China Doll
- Victor Wong: Ho Chong
- Professor Toru Tanaka: Yamagani San
- Michael Aldridge: Mr. Burns
- Sarah Lam: la criada de China Doll

## Al voltant de la pel·lícula
- La cançó dels crèdits Shanghai Surprise de George Harrison no va ser editada fins al 2004, pel seu album Cloud Nine .
- La pel·lícula va ser rodada a Hong Kong, Anglaterra i Portugal.

## Premis i nominacions

### Premis
- 7a cerimònia dels Premis Razzie (1987): Premi a la pitjor actriu per Madonna

- 20a cerimònia dels Premis Razzie (2000): Premi a la pitjor actriu del segle per Madonna (igualment per Who's That Girl, Body etc.)

### Nominacions
- 9a cerimònia dels Stinkers Bad Movie Awards (1986): Stinkers Bad Movie Award a la pitjor pel·lícula

- 7a cerimònia dels Premis Razzie (1987):
  - Pitjor pel·lícula
  - Pitjor actor
  - Pitjor director per Jim Goddard
  - Pitjor guió
  - Premi Razzie a la pitjor cançó original per la cançó "Shanghai Surprise". escrita per George Harrison

- 10a cerimònia dels Premis Razzie (1990): Premi a la pitjor actriu del decenni per Madonna (igualment per Who's That Girl)